# 本間優二
本間 優二（ほんま ゆうじ、1958年〈昭和33年〉2月13日 - ）は、日本の俳優、元暴走族。東京都新宿区出身。東京都立烏山工業高等学校（現：世田谷泉高等学校）中退。身長175cm。
芸能活動時の所属事務所はスカイコーポレーション（1979年～1980年8月）→東映芸能ビデオ（1980年9月～）。レプロエンタテインメントの代表取締役兼社長の本間憲は実弟。

## 経歴
高校中退後は暴走族に入り、のちに宇梶剛士なども在籍していたブラックエンペラーに加入、新宿支部長から3代目名誉総長に登りつめた。そのブラックエンペラーを追ったドキュメンタリー映画『ゴッド・スピード・ユー! BLACK EMPEROR』に現役暴走族として出演したことがきっかけで映画監督の柳町光男と知り合い、暴走族から足を洗いアパレル関連の仕事をしていた1979年に映画『十九歳の地図』の主役に抜擢され、俳優デビュー。翌1980年2月に行われた第1回ヨコハマ映画祭では同作での演技が評価され最優秀新人賞を受賞する。
1979年にスカイコーポレーションに所属したが、同社の女性社長と関係を持ち、スキャンダルになったため、1980年9月、東映芸能ビデオに移籍した。1981年4月に長男が生まれ、同年6月にその女性社長と入籍している。以降は準主役や脇役として多くの話題作に出演し活躍したが、芸能活動を望んでいなかった本人の意向もあり1989年に引退した。

## 出演作品

### 映画
- ゴッド・スピード・ユー! BLACK EMPEROR（1976年、東映） ※ドキュメンタリー映画
- 日本の黒幕（1979年、東映） - 吉村英吉 役
- 十九歳の地図（1979年、プロダクション群狼） - 主演・吉岡まさる 役
- 薔薇の標的（1980年、東映セントラルフィルム） - 中尾光二 役
- 影の軍団 服部半蔵（1980年、東映） - 小六 役
- 狂った果実（1981年、にっかつ） - 主演・佐川哲夫 役
- とりたての輝き（1981年、東映セントラルフィルム） - 主演・雄也 役
- 戦場のメリークリスマス（1983年、松竹・日本ヘラルド） - ヤジマ一等兵 役
- ビー・バップ・ハイスクール（1985年、東映） - 黒木 役
- ブレイクタウン物語（1985年、にっかつ） - ランジェリーの店主 役
- キャバレー（1986年、東宝） - 章次（白江組組員） 役
- 黒いドレスの女（1987年、東宝） - 和久田 役
- 疵（1988年、東映） - 佐川秀一 役
- 死霊の罠（1988年、ジョイパックフィルム） - 大輔 役
- 極道の妻たち 三代目姐（1989年、東映） - 大宅謙吉 役

### テレビドラマ
- 駆け込みビル7号室 第10話「純白のウェディングドレスが泣いている」（1979年、フジテレビ）
- 金曜ドラマ「幸福」（1980年、TBS） - 野田潤一 役
- ドーベルマン刑事 第7話「殺し屋見習いと黒バイ部隊!」（1980年、テレビ朝日）
- 東芝日曜劇場（TBS）
  - 「春へ」（1980年11月2日）
  - 「私の恋人」（1987年7月5日）
- 虹子の冒険（1980年 - 1981年、テレビ朝日） - 河野勇司 役
- 土曜ワイド劇場「花嫁に手を出すな!」（1981年6月27日、テレビ朝日）
- タクシー・サンバ 第3話「路上の荒野」（1981年、NHK）
- 探偵同盟（1981年、フジテレビ） - 大外学（社会人） 役
- 拳骨にくちづけ（1981年、TBS） - 荒船鉄平 役
- 火曜サスペンス劇場（日本テレビ）
  - 「球形の荒野」（1981年9月29日、三船プロ、火曜サスペンス劇場第1作） - 忠介の息子 役
  - 「遺書を送った女」（1983年5月31日、ヴァンフィル） - 高沢啓輔の甥 役
  - 「裏切りのフィナーレ」（1984年10月16日）
  - 「あなたから逃れられない」（1986年7月22日） - 主人公の愛人 役
  - 「お連れの方」（1986年8月19日） - 井上高志 役
  - 「狙われた白衣の天使」（1988年4月5日、リバース企画） - 辰巳浩介 役
- Gメン'75 第335話「女刑事に恐怖が這いよる時」（1981年11月7日、TBS） − 早川健次 役
- 男たちの旅路スペシャル「戦場は遙かになりて」（1982年2月13日、NHK） - 森本直人 役
- ザ・サスペンス（TBS）
  - 「入試問題殺人事件」（1982年5月1日）
  - 「港町殺人ブルース」（1982年10月30日）
- 刑事ヨロシク（1982年、TBS） - 橋詰勝利刑事（マックス） 役
- 銀河テレビ小説「かぐわしき日々の歌」（1983年、NHK） - 猪又速男 役
- 木曜ゴールデンドラマ（読売テレビ・日本テレビ）
  - 「片隅の二人」（1983年2月10日）
  - 「悪夢」（1984年1月19日）
- 野のきよら山のきよらに光さす（1983年10月14日、NHK）
- 流れ星佐吉 第20話「大江戸純情物語」（1984年8月14日、関西テレビ）
- 元旦ドラマスペシャル「『勝手にしやがれ』殺人事件」（1985年1月1日、TBS）
- ドラマ人間模様「富士山麓」（1985年、NHK）
- 新鋭ドラマシリーズ「おもちゃのチンピラ」（1985年3月17日、TBS）
- 金曜女のドラマスペシャル「かけぬける愛」（1985年4月19日、フジテレビ）
- 花王名人劇場「待ってました!裸の大将」 第16話「キヨシのおむすび縁結び」（1985年8月18日、関西テレビ）
- セーラー服通り（1986年、TBS） - 武居俊樹 役
- 誇りの報酬 第33話「お嬢サマが危い!」（1986年5月25日、日本テレビ） - 佐久間 役
- 水曜ドラマスペシャル「放浪」（1986年5月28日、TBS）
- グッバイ・ソープガール （1986年7月2日、TBS）
- 痛快!OL通り（1986年、TBS） - 竹本 役
- ドラマスペシャル「雨月の使者」（1987年11月21日、NHK）
- 痛快!ロックンロール通り（1988年、TBS）
- JOCX-TV2 ミッドナイトドラマ「夜に頬よせ〜過去を抱いた女」（1988年4月4日、フジテレビ） - 男 役 ※友情出演
- 松本清張サスペンス「拐帯行」（1988年9月19日、関西テレビ） - 藤谷 役
- 秋のドラマスペシャル「南野陽子のおかしなおかしな大脱走」（1988年10月5日、TBS） - 井上 役
- ドラマ23「下町の空は茜色」（1988年、TBS）
- 水曜グランドロマン「危険な愛情」（1989年3月15日、日本テレビ）
- 長七郎江戸日記 第2シリーズ 第47話「蘇える面影」（1989年3月21日、日本テレビ） - 真鍋左内 役

### バラエティ番組
- 森田一義アワー 笑っていいとも!（フジテレビ、テレフォンショッキング・1986年1月22日初登場）